# Maximilian Reising von Reisinger
Maximilian Freiherr Reising von Reisinger (* 1774 in Mährisch Neustadt, Olmützer Kreis; † 30. Januar 1848 in Josefstadt, Königgrätzer Kreis, Böhmen) war ein kaiserlich-königlicher Feldmarschallleutnant der österreichischen Armee und Kommandant der Festung Josefstadt in Böhmen.

## Herkunft
Maximilian Freiherr Reising von Reisinger war ein Sohn des k.k. Generalmajor Maximilian Reising von Reisinger (* in Webrowa bei Bischofteinitz in Westböhmen) und ein Enkel des Anton Josef Norbert Reisinger, (* 1680). Dieser stammte aus einer bürgerlichen Familie in Kaplitz in Südböhmen und wurde im Jahre 1731 als k.k. Feldstückhauptmann in den erbländisch-österreichischen Adelstand mit den Prädikat Reising von Reisinger erhoben und war mit Maria Katharina Campan verheiratet, welche im Jahre 1735 das Gut Webrowa bei Bischofteinitz in Westböhmen an die Herrschaft Bischofteinitz verkaufte.

## Leben
Als Absolvent der Theresianischen Ritterakademie in Wien wurde Maximilian Reising von Reisinger im Jahre 1790 Fähnrich im Infanterieregiment Nr. 12, nahm 1793 an der Belagerung der Festung Mainz am Rhein, 1809 an der Schlacht bei Aspern und bei Wagram bei Wien teil, wurde 1826 Generalmajor, 1840 Inhaber des k.k. Infanterieregiments Nr. 18, 1843 Feldmarschalleutnant und Kommandant der Festung Josefstadt bei Königgrätz an der Elbe in Böhmen. Nach 30-jähriger Dienstzeit erhielt er für seine Verdienste im Jahre 1845 die Erhebung in den österreichischen Freiherrnstand.
Sein Grab befindet sich auf dem Militärfriedhof bei Rasošky.

## Familie
Aus der Ehe des Maximilian Freiherr Reising von Reisinger mit Josefa Gabriel, welche 1835 verstarb, stammen sieben Kinder:
- Moritz (1812 – 1850), k.k. Major im 18. Infanterieregiment.
- Josefine (1817 – ?), in erster Ehe verehelicht mit Franz Nobili de Luini († 1843), aus Mailand, in zweiter Ehe mit dem verwitweten k.k. Generalmajor Karl Adelsberger, Stadtkommandant in Wien.
- Karl Ernst (1818 – 1908), k.k.Oberleutnant der Artillerie.
- Elisa (1824 – 1852), verehelicht mit k.k. Generalmajor Johann von Woinovich, Festungskommandant in Legnano in Oberitalien.
- Gustav (1826 – 1876), k.k. Hauptmann im  Erzherzog Ludwig Viktor Infanterieregiment Nr. 65, welcher 1865 Elisabeth Flora Hermine zur Helle (1836 – 1931), geboren in Namischt in Mähren, geheiratet hat.
- Antonie (1831 – 1924), verehelicht mit ihrem verwitweten Schwager Johann von Woinovich, † Venedig 1886, nach dem Tod ihrer Schwester Elisa.
- Maximilian (1835 – 1859), k.k. Leutnant bei dem Benedek-Infanterieregiment Nr. 28.

Der Vetter des Maximilian Freiherr Reising von Reisinger (1774 – 1848), Anton Josef Reising von Reisinger († 1817) war verheiratet mit Euphrosina Neumann, einer Tochter des Lebzeltners und Wachskerzenherstellers Valentin Neumann, Eigentümer des Neumann´schen Hauses, ehemals Goldenkroner Hauses am Marktplatz in Krumau (Cesky Krumlov) in Südböhmen und Schwester des 38. Abtes des Klosters Hohenfurth im Böhmerwald Oswald Neumann. Anton Josef Reising von Reisinger war als Feldstückhauptmann a. D. Hofkavalier des Josef Adam Fürst zu Schwarzenberg und Garde-Kommandant der herzoglich-fürstlichen Garde-Grenadier-Leibwache im Schloss Krumau in Südböhmen. Die elf Kinder des Ehepaares Reising von Reisinger kamen im Schloss zu Krumau zur Welt.